# Macraspis maculata
Macraspis maculata är en skalbaggsart som beskrevs av Hermann Burmeister 1844. Macraspis maculata ingår i släktet Macraspis och familjen Rutelidae. Inga underarter finns listade i Catalogue of Life.